# Национальная газовая компания Ирана
Национальная газовая компания Ирана (перс.  شرکت ملی گاز ایران‎, Sherkat-e Melli-ye Gāz-e Īrān, англ.  NIGC — National Iranian Gas Company) — одна из четырёх основных компаний, подчиненных министерству нефтянной промышленности Ирана. Основана в 1965 году. Первоначальный капитал составил 25 000 млн риалов.
NIGC занимается очисткой, транспортировкой и доставкой природного газа населению, промышленным и коммерческим предприятиям, а также на иранские электростанции.
Национальная иранская компания по экспорту газа (NIGEC) создана в 2003 году для осуществления контроля над всеми газовыми проектами страны. До мая 2010 года NIGEC находилась под контролем NIOC (Национальной нефтяной компании Ирана). Позже министерство нефти Ирана передало эту организацию NIGC.
По состоянию на 2012 год компанией 12 750 деревень были подключены к газовой сети.
Дочерние компании NIGC:
- Иранская компания газовой инженерии;
- Иранская газотранспортная компания;
- Иранская компания подземных газовых хранилищ;
- Иранская газораспределительная компания;
- Иранская газовая коммерческая компания;
- Национальная газоэкспортная компания Ирана;
- Газовые компании, находящиеся в различных провинциях Ирана;
- Различные компании по переработке газа.